# Psalm4
Psalm4, gospelgrupp startad 2003 som vill få sin publik att dansa, sjunga och klappa i händerna. Den musikaliska grunden är soul, rhythm and blues och gospel. Gruppen består av André de Lang (Sverige/Sydafrika), Glen Scott (Storbritannien) och Paris Renita (USA). Ännu år 2012 var gruppen aktiv. 

## Diskografi
- Psalms 4 The Peacemaker (2004)